# Distrikt San Sebastián

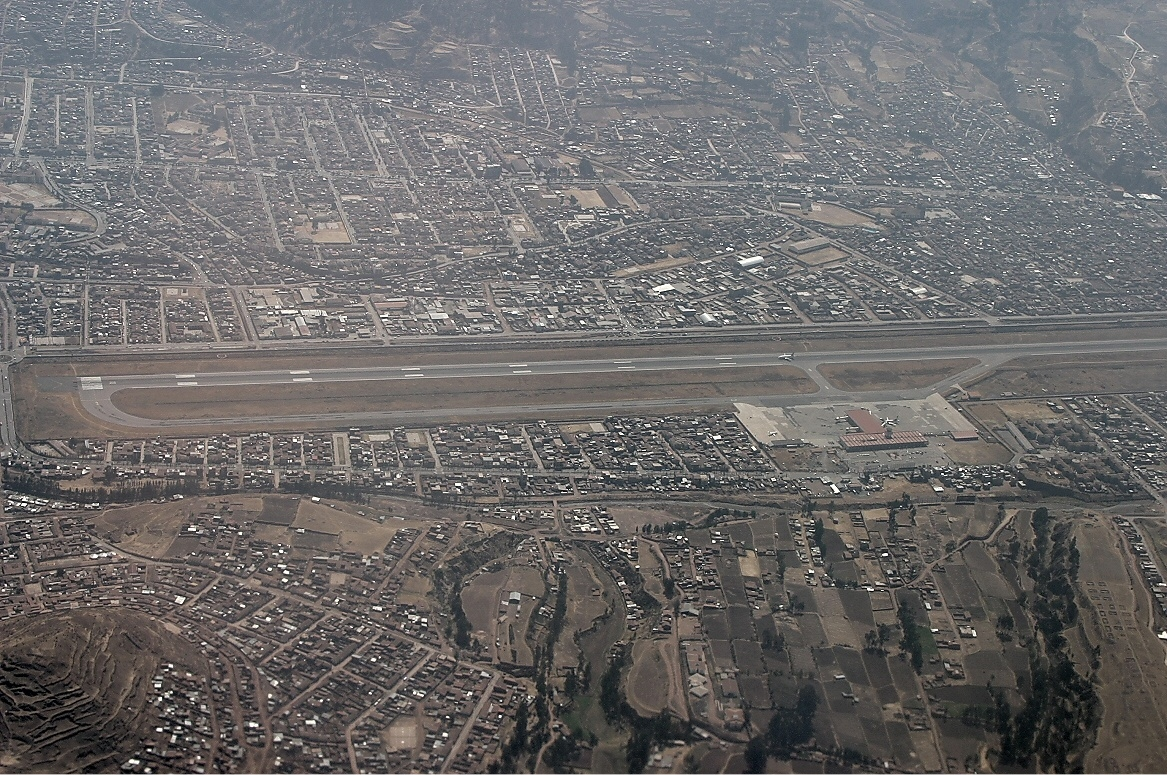
Flughafen Cusco mit dem Stadtzentrum von San Sebastián im Hintergrund

Der Distrikt San Sebastián liegt in der Provinz Cusco in der Region Cusco in Südzentral-Peru. Der Distrikt wurde am 2. Januar 1857 gegründet. Er hat eine Fläche von 66,4 km² (nach anderen Quellen 89,44 km²). Beim Zensus 2017 wurden 120.063 Einwohner gezählt. Im Jahr 1993 lag die Einwohnerzahl bei 32.134, im Jahr 2007 bei 74.712. Mit Ausnahme einiger kleinerer Siedlungen lebt die Bevölkerung in der 3295 m hoch gelegenen Stadt San Sebastián. Die 117.204 Einwohner (Stand 2017) zählende Stadt San Sebastián liegt im Tal des Río Huatanay und ist Teil des Ballungsraums der Provinz- und Regionshauptstadt Cusco. Der Distrikt liegt südlich und nördlich des Flughafens von Cusco.

## Geographische Lage
Der Distrikt San Sebastián liegt im zentralen Osten der Provinz Cusco. Der Río Huatanay, ein linker Nebenfluss des Río Urubamba, durchfließt den Distrikt in ostsüdöstlicher Richtung. 
Der Distrikt San Sebastián grenzt im Südwesten an den Distrikt Santiago, im zentralen Westen an den Distrikt Wanchaq, im Nordwesten an den Distrikt Cusco, im Norden an den Distrikt Taray (Provinz Calca), im Osten an den Distrikt San Jerónimo sowie im äußersten Süden an den Distrikt Yaurisque (Provinz Paruro).